# Les Amours jaunes
Les Amours jaunes est l'unique recueil de poésie du « poète maudit » Tristan Corbière. Publié à compte d'auteur en 1873 chez Glady frères, éditeurs à Paris, il comprend la quasi-totalité de son œuvre en vers, soit 101 poèmes de taille et de forme diverses. L'impression, en 490 exemplaires, est payée par le père du poète, dédicataire de l'ouvrage. Certains exemplaires incluent un autoportrait que l'auteur a gravé à l'eau-forte. Paru deux ans avant la mort du poète à l'âge de 29 ans, le livre passe totalement inaperçu.

## Titre et structure
Énigmatique, le titre instaure d'emblée une dissonance qui marque tout l'ouvrage. Les termes qu'il associe procèdent d'un oxymore qui évoque Les Fleurs du mal : empreint d'ironie grinçante, le lyrisme des sentiments amoureux déclenche un « rire jaune » maladif à résonance baudelairienne.
Le recueil se divise en 7 sections :
- Ça ;
- Les Amours jaunes ;
- Sérénade des sérénades ;
- Raccrocs ;
- Armor ;
- Gens de mer ;
- Rondels pour après.

Ces sections sont encadrées par deux poèmes qui font écho à la célèbre fable de La Fontaine La Cigale et la Fourmi. Elles sont dédicacées à l'unique muse du poète, Armida Josefina Cuchiani, que Corbière appelle Marcelle sans raison apparente.
La section finale, Rondels pour après, regroupe six berceuses funèbres d'une rare inspiration, telle cette pièce particulièrement prenante :
Il fait noir, enfant, voleur d'étincelles !

Il n'est plus de nuits, il n'est plus de jours ;

Dors… en attendant venir toutes celles

Qui disaient : Jamais ! Qui disaient : Toujours !

Entends-tu leurs pas ? … Ils ne sont pas lourds

Oh ! les pieds légers ! – l'Amour a des ailes...

Il fait noir, enfant, voleur d'étincelles !

Entends-tu leurs voix ? … Les caveaux sont sourds.

Dors : Il pèse peu, ton faix d'immortelles :

Ils ne viendront pas, tes amis les ours

Jeter leur pavé  sur tes demoiselles...

Il fait noir, enfant, voleur d'étincelles !''

### Ça (3 poèmes)
- Ça ? ;
- Paris
  - Bâtard de Créole et Breton ;

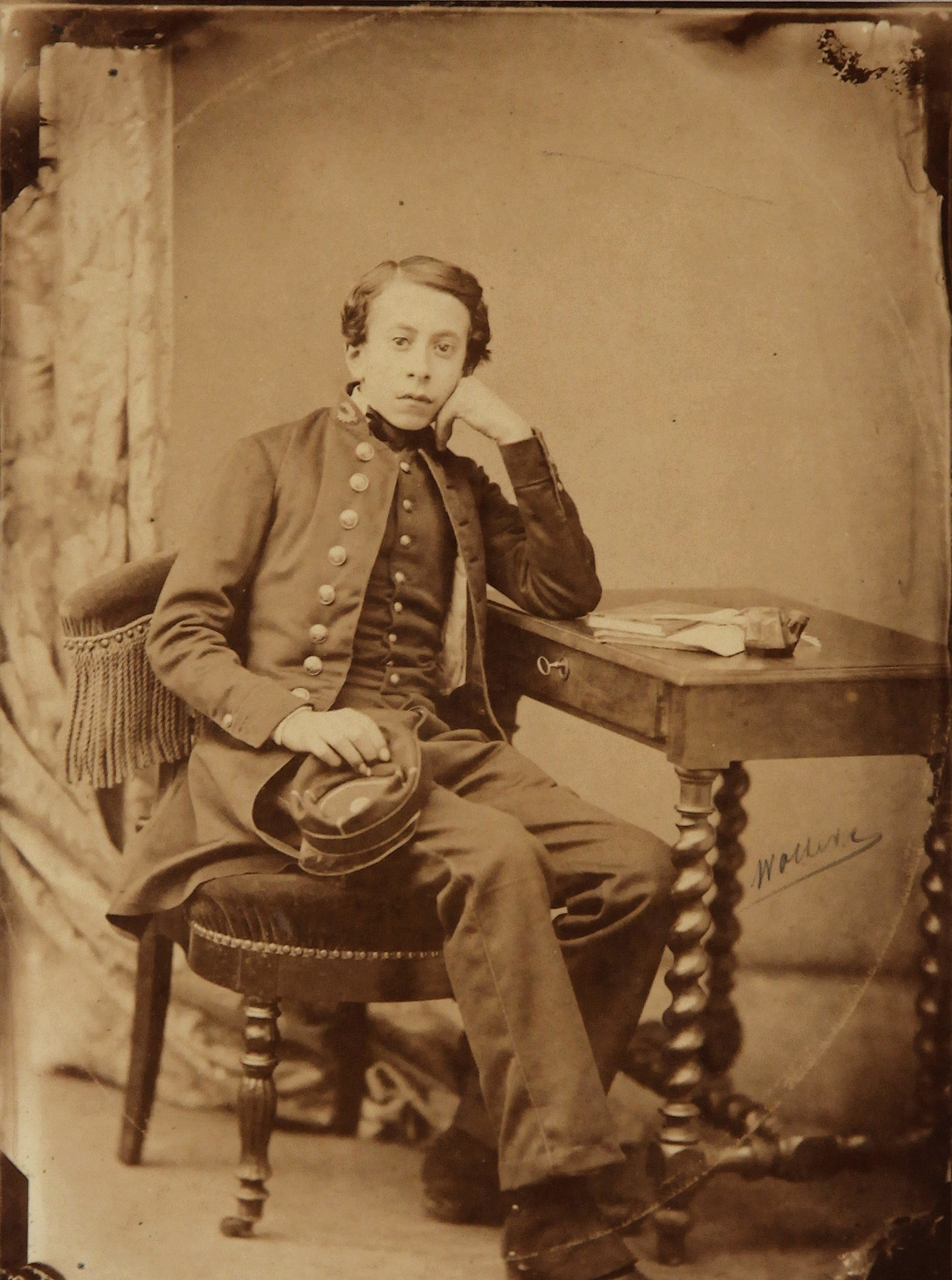
Tristan Corbière vers 1862. Photographie sur papier salé.

  - Là : vivre à coups de fouet ! — passer ;
  - Poète — Après ?... Il faut la chose  : ;
  - J'aimais... — Oh, ça n'est plus de vente ! ;
  - C'est la bohème, enfant : Renie ;
  - Évohé ! fouaille la veine ;
  - Donc, la tramontane est montée : ;
  - Tu ris. — Bien ! — Fais de l'amertume, ;
- Épitaphe.

### Les Amours jaunes (24 poèmes)
- À l’éternel Madame ;
- Féminin singulier ;
- Bohême de chic ;
- Gente dame ;
- 1 Sonnet avec la manière de s'en servir ;
- Sonnet à Sir Bob ;
- Steam-Boat ;
- Pudentiane ;
- Après la pluie ;
- À une rose ;
- À la mémoire de Zulma, vierge-folle hors barrière et d'un louis ;
- Bonne fortune et fortune ;
- À une camarade ;
- Un jeune qui s’en va ;
- Insomnie ;
- La pipe au poète ;
- Le Crapaud ;
- Femme ;
- Duel aux camélias ;
- Fleur d’art ;
- Pauvre garçon ;
- Déclin ;
- Bonsoir ;
- Le Poète contumace.

### Sérénade des sérénades (14 poèmes)
- Sonnet de nuit ;
- Guitare ;
- Rescousse ;
- Toit ;
- Litanie ;
- Chapelet ;
- Elizir d'amor ;
- Vénerie ;
- Vendetta ;
- Heures ;
- Chanson en Si  ;
- Portes et Fenêtres ;
- Grand Opéra ;
- Pièce à carreaux.

### Raccrocs (21 poèmes)
- Laisser-courre. Musique de Isaac Laquedem ;
- À ma jument souris ;
- À la douce amie ;
- À mon chien Pope — gentleman-dog from Newland — mort d'une balle ;
- À un Juvénal de lait ;
- À une demoiselle. Pour piano et chant ;
- Décourageux ;
- Rapsodie du sourd ;
- Frère et Sœur jumeaux ;
- Litanie du sommeil ;
- Idylle coupée ;
- Le Convoi du pauvre ;
- Déjeuner de soleil ;
- Veder Napoli poi mori ;
- Vésuves et Cie ;
- Soneto a Napoli. All'sole, all'luna, all'sabato, all'canonico è tutti quanti. Con Pulcinella ;
- À l'Etna ;
- Le Fils de Lamartine et de Graziella ;
- Libertà. À la cellule IV bis (prison royale de Gênes) ;

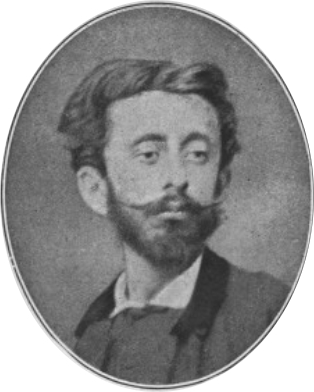
Tristan Corbière. Portrait non daté.

- Hidalgo ! ;
- Paria.

### Armor (7 poèmes)
- Paysage mauvais ;
- Nature morte ;
- Un riche en Bretagne ;
- Saint Tupetu de Tu-pe-tu ;
- La Rapsodie foraine et le pardon de Sainte-Anne ;
- Cris d'Aveugle (sur l'air bas-breton Ann bini goz) ;
- La Pastorale de Conlie par un mobilisé du Morbihan.

### Gens de mer (17 poèmes)
- Point n'ai fait un tas d'océans ;
- Matelots ;
- Le bossu Bitor ;
- Le Renégat ;
- Aurora, appareillage d'un brick corsaire ;
- Le novice en partance et sentimental ;
- La Goutte ;
- Bambine ;
- Cap'taine Ledoux. À la bonne relâche des caboteurs, veuve-cap'taine Galmiche, chaudière pour les marins — Cook-house Brandy — Liqœur — Pouliage ;
- Lettre du Mexique ;
- Le Mousse ;
- Au vieux Roscoff. Berceuse en Nord-ouest mineur ;
- Le Douanier. Élégie de corps-de-garde. À la mémoire des douaniers gardes-côtes mis à la retraite le 30 novembre 1869 ;
- Le Naufrageur ;
- À mon cotre Le Négrier vendu sur l'air de « Adieu mon beau navire ! » ;
- Le Phare ;
- La Fin.

### Rondels pour après (6 poèmes)
- Sonnet posthume ;
- Rondel ;
- Do, l'enfant, do... ;
- Mirliton ;
- Petit mort pour rire ;
- Male-fleurette.